# 虹口マーケット

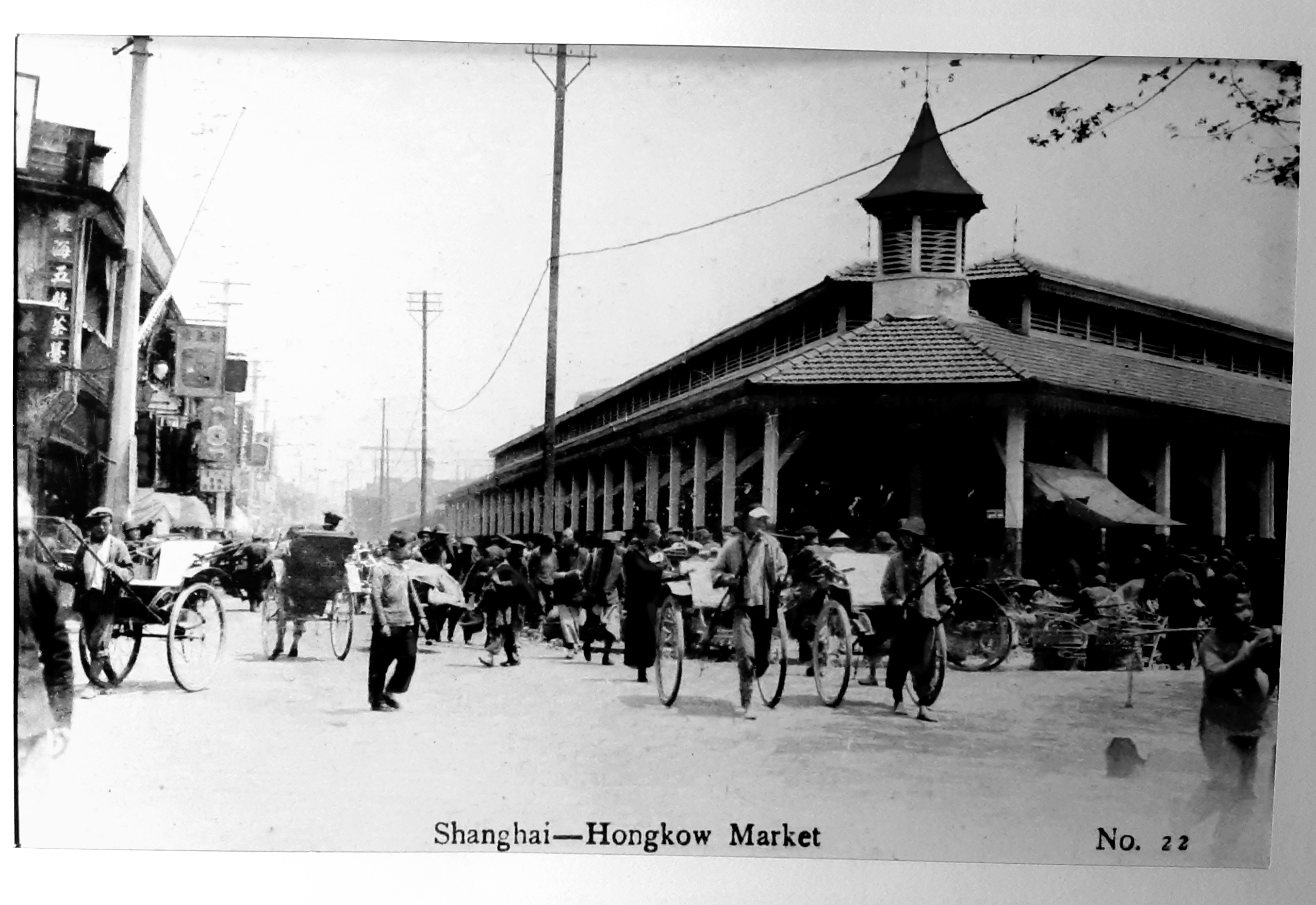
虹口マーケット

虹口マーケット（こうこうマーケット、中国語: 虹口菜場、英語: HongKew Market）、もしくは三角地市場、は上海市最初のファーマーズマーケットである。虹口マーケットは塘沽路、漢陽路、峨嵋路三つの道路の交差点にあるため、三角形の形状になっていた。1915年、上海共同租界工部局が虹口マーケットを改築し、三階建ての鉄筋コンクリート造に拡大した。一階は青果市場、二階は水産・肉類および缶詰の売り場、三階は外食の店舗が立地していた。
虹口は日本人街だったため、日本人の出店者も多かった。太平洋戦争以降、日本軍が虹口マーケットを占拠し、「麦蓋島」（「マーケット」の当て字）と改名した。戦後、三角地マーケットに名前を戻した。1990年代後半、虹口マーケットが解体され、跡地に40階建ての超高層ビルが建ている。